# リチャード・ファーレー
- リチャード・ファーレー[1][4][5][6]
- リチャード・ファーリー[2][3][7]
- リチャード・ファーレイ[8]

リチャード・ウエイド・ファーレー（英: Richard Wade Farley、1948年7月25日 - ）は、アメリカ合衆国の殺人犯。執拗なストーカー行為の末に大量殺人を犯した人物であり、アメリカの女優レベッカ・シェイファーがストーカーに射殺された事件と共に、アメリカ初のストーキング防止法制定のきっかけの一つとなった。大量殺人事件の先駆けともされている。

## 事件までの経緯
1984年。カリフォルニア州サニーベールの企業ESL社社にソフトウェア技師として勤めるファーレーは、同社の電気技師であるローラ・ブラック(Laura Black)に出会い、たちまち恋に落ち、デートを申し込んだ。ローラは断ったが、ファーレーは傲慢で思い込みの激しい性格であり、何度もローラに言い寄り、200通以上のラブレターを送った。
やがてファーレーは、仕事を終えたローラを待ち伏せしたり、会社のスポーツ大会などでもローラを追い回すようになった。ローラの通う大学やエアロビクス教室、レストランや映画館にも姿を現した。ローラを追うため、机上の予定表や、会社に届いた郵便物を盗み見もした。ローラを盗撮した写真で妄想にふけることもあり、ローラと2人での旅行の写真を持っていると主張もした。
ファーレーはESLの人事部から個人情報を入手し、ローラの自宅のドアに手紙を貼ったこともあった。ローラはこれらの行為から逃れるため、4年間で3度も転居したが、そのたびに居場所を突き止められた。ファーレーがローラと同じ集合住宅に住もうとしたこともあった。ローラの帰省時には、ファーレーは人事部からローラの実家の住所を探り当て、実家にまで手紙を送りつけた。
1986年、ローラがセクシャルハラスメントとしてELSへ訴えたことで、ファーレーは社から解雇された。これによりファーレーは、ローラを追う場を失うのみならず、経済面でも苦しみ、多くの資産を手放し、2万ドルもの税金を滞納することになった。このことでファーレーのローラに対する態度は、脅迫に近いものになった。1987年には、ファーレーはローラの住むマンションの管理人に、「空き部屋を見たい」と言って接触し、隙をついてローラの部屋の合鍵の型を取り、自分の手紙と共に合鍵をローラに送りつけた。
ローラは身の危険を感じ、1988年、裁判所に対してファーレーへの禁止命令を訴えた。これによりファーレーは、ローラに電話をかけること、ローラから300ヤード（274メートル）以内に立ち入ること、ローラの後を追うこと、姿を眺めることを禁止されるという命令を受けた。この命令は一時的なものであり、同年2月17日に、ファーレーは禁止命令を永久的にするか否かの審問のために法廷に出向くことになっていた。

## 事件
ファーレーが法廷に出向く予定であった前日の1988年2月16日。退役軍人であり銃の収集家でもあったファーレーは、散弾銃2挺、小銃1挺、拳銃4挺、そして1100発の弾丸を携え、ESL社を訪れた。まず、社屋から出て来た社員の1人を射殺した。そしてドアの電子ロックを銃で破壊して社内に侵入し、2人の社員を射殺した。そしてローラのいるフロアを目指し、逃げ惑う4人の社員たちを射殺した。やがてローラを発見したファーレーは、彼女に向かって発砲した。ローラは左肩が砕け、肺が潰れた。そのままファーレーはローラのもとを立ち去った。ローラは出血多量で意識を失いかけながらも、社の外に這い出し、かろうじて一命をとりとめた。
そのまま社内に籠城したファーレーは、駆けつけた警察の交渉者に対し、「ローラとのデートだけが望みだった」と語った。事件を起こした動機は、「当初は社のコンピューターの破壊だけが目的だったが、社員たちが飛び出してきたので撃った」、発砲を辞めた理由を「もう楽しくなくなったから」と語った。やがて6時間の籠城の末、ファーレーは警察に従って降伏した。結果としてこの事件は、7名が死亡、3名が負傷という惨事になった。
1991年、この事件の裁判が行われた。ファーレーはESL社へ行った理由を、「そこで自殺してローラに罪の意識を感じさせるため」と説明した。また社員たちを射殺していたときの様子については、「その日にトランス状態に陥り、3メートルもある男やアリのように小さな警官の幻覚を目にした」とも、「幽体離脱して銃を持って社内をうろつく自分を見た」とも語った。
この奇妙な主張は認められることはなく、ファーレーは第一級殺人で有罪の評決が下され、1992年にガス室による死刑が言い渡された。しかし、カリフォルニア州法では死刑判決を受けた被告人は、自動的に上告手続きが取られる仕組みであるため、ファーレーは上告審の弁論準備の日々を送ることとなった。2017年時点でなお、ファーレーはカリフォルニアで唯一死刑執行の可能なサンクエントゥン州立刑務所の死刑囚棟で服役中である。カリフォルニアは死刑執行に慎重な州であるため、執行までに30年を要するとも言われている。
ファーレーの動機については、ローラは「禁止命令があの男を追いつめた」と語っている。ローラは、禁止命令が出たりしたら、ファーレーは何をするかわからないと考えながらも、会社からそうするようにと勧められ、昇進にも差し障ると言われたことから、禁止命令を訴えることを決心したのだという。

## 影響
本事件、および1989年に先述のレベッカ・シェイファーがストーカーに射殺された事件の影響を受け、1990年にアメリカ初のストーキング規制法がカリフォルニア州で制定された。これが後に1993年の全米刑事司法協会によるストーキング防止法のモデル法案の策定、同年のアメリカ全州でのストーキング防止法制定、1996年のアメリカ全州をまたぐストーキングについての連邦法制定へと繋がっていった。また、英語圏でも昔から存在していたわけではなかった「ストーカー」という言葉は、これによって世間に広まり、日常生活に定着していった。
1993年には本事件がテレビ映画化され、『I Can Make You Love Me』（日本語題『ストーカー異常性愛』）の題で放映された。主演のローラ・ブラック役をブルック・シールズ、リチャード・ファーレー役をリチャード・トーマスが演じている。